# اسپرس واقعی
اسپرس واقعی، اسپرس حقیقی (نام علمی: Onobrychis verae) نام یک گونه از سرده اسپرس است.